# Вольд-Торн, Олуф
Олуф Вольд-Торн (норв. Oluf Wold-Torne; 7 ноября 1867, Сон, Норвегия — 19 марта 1919, Кристиания, Норвегия) — норвежский художник-пейзажист, иллюстратор, педагог и дизайнер.

## Биография
Он родился 7 ноября 1867 года в городе Сон, Норвегия. Его отец занимался лесозаготовками, но обанкротился и умер ещё до его рождения. В 1869 году его мать вышла замуж за предпринимателя Серена Торна. Он вырос в деревне Хёлен в Акерсхусе, где его отчим владел универсамом.
В 1887 году родственники отправили его на первые уроки рисования в Королевскую школу рисования (ныне Норвежская национальная академия ремесла и художественной промышленности) под руководством Вильгельма Петерса где он учился два года.
Два года спустя он поступил в Датскую королевскую академию изящных искусств в Копенгагене, но был недоволен программой этого учебного заведения, поэтому ушёл оттуда и поступил в Художественную школу Кристиана Сартмана, где начал учиться у датского художника с 1890 года. После чего Олуф также был учеником Эрика Вереншёлля и Эйлифа Петерссена в 1891 году.
В 1893 году он отправился в Париж со своим другом Торвальдом Эриксеном и учился у Фернана Кормона и Альфреда Филиппа Ролля. Затем он прожил во Флоренции год, в период с 1895 по 1896 год. В 1897 году он разработал валюту для банка Норвегии. Также в этом году он женился на художнице и дизайнере Крис Торн, также у них была дочь Нильс Лааш. Вместе с женой они создавали дизайны витражей, канцелярских принадлежностей и ювелирных изделий. Первым его крупным мероприятием считается осенняя выставка 1899 года в Осло.
Осенью 1904 года Вольд-Торн и Вереншёлль провели выставку декоративных работ в Художественном музее в Кристиании, а орнаментальные мотивы Вольд-Торна, изображающие птиц, горящие сердца, сказочных животных и детей, привлекли похвальное внимание публики. Выставка была отправлена в Германию. Той же осенью Вольд-Торн проехал через Копенгаген и Берлин, а затем провёл год в Италии. Во время более позднего пребывания в Париже он изучал картины в Лувре, где  интересовался французскими импрессионистами, в особенности Полем Сезанном.
Также, периодически в 1907—1910 годах он разрабатывал фарфор и керамику для компании по производству фарфоровых столовых приборов Porsgrund.
В 1910 году он продал картины Расмусу Мейеру, после чего отправился со своей семьёй в деревню Холмсбю.
С 1912 по 1917 год работал преподавателем в Королевской школе рисования.
Летом 1918 года семья купила землю в Холмсбю и начала строительство дома. После окончания Первой мировой войны, он нарисовал несколько интерьеров и натюрмортов. 
Вольд-Торн умер от пневмонии в 1919 году, как раз перед открытием своей собственной выставки в Союзе художников.

## Награды
В 1898 году он получил 1-ю премию на выставке Kunstindustrimuseet в Осло.
Также Олуф был награжден бронзовой медалью на  Всемирной выставке в Париже в 1900 году.
Его картины представлены в Норвежской национальной галерее.

## Галерея

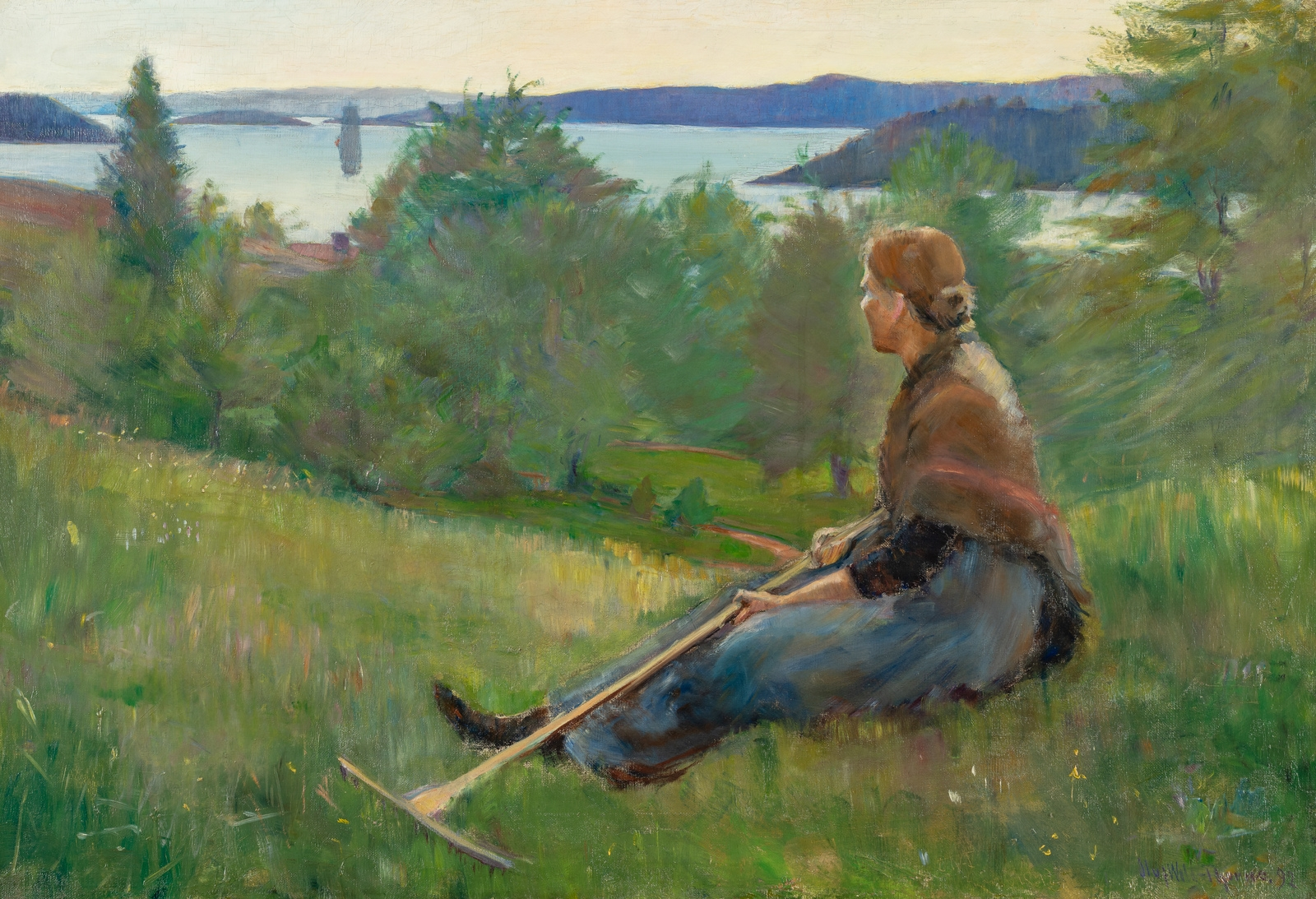
«Агна с граблями» (1892)
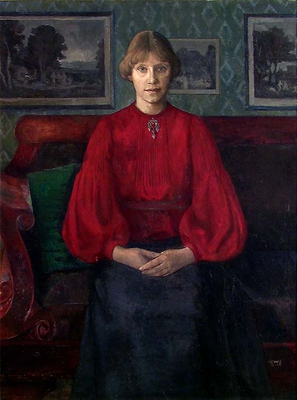
«Портрет жены» (1899)
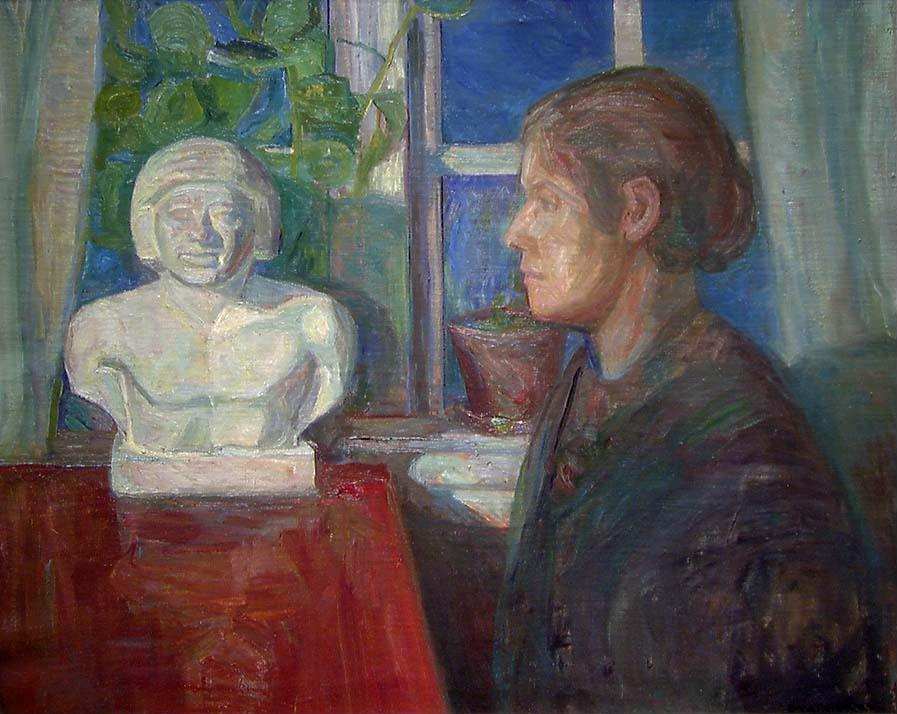
«Зимний вечер» (1903)
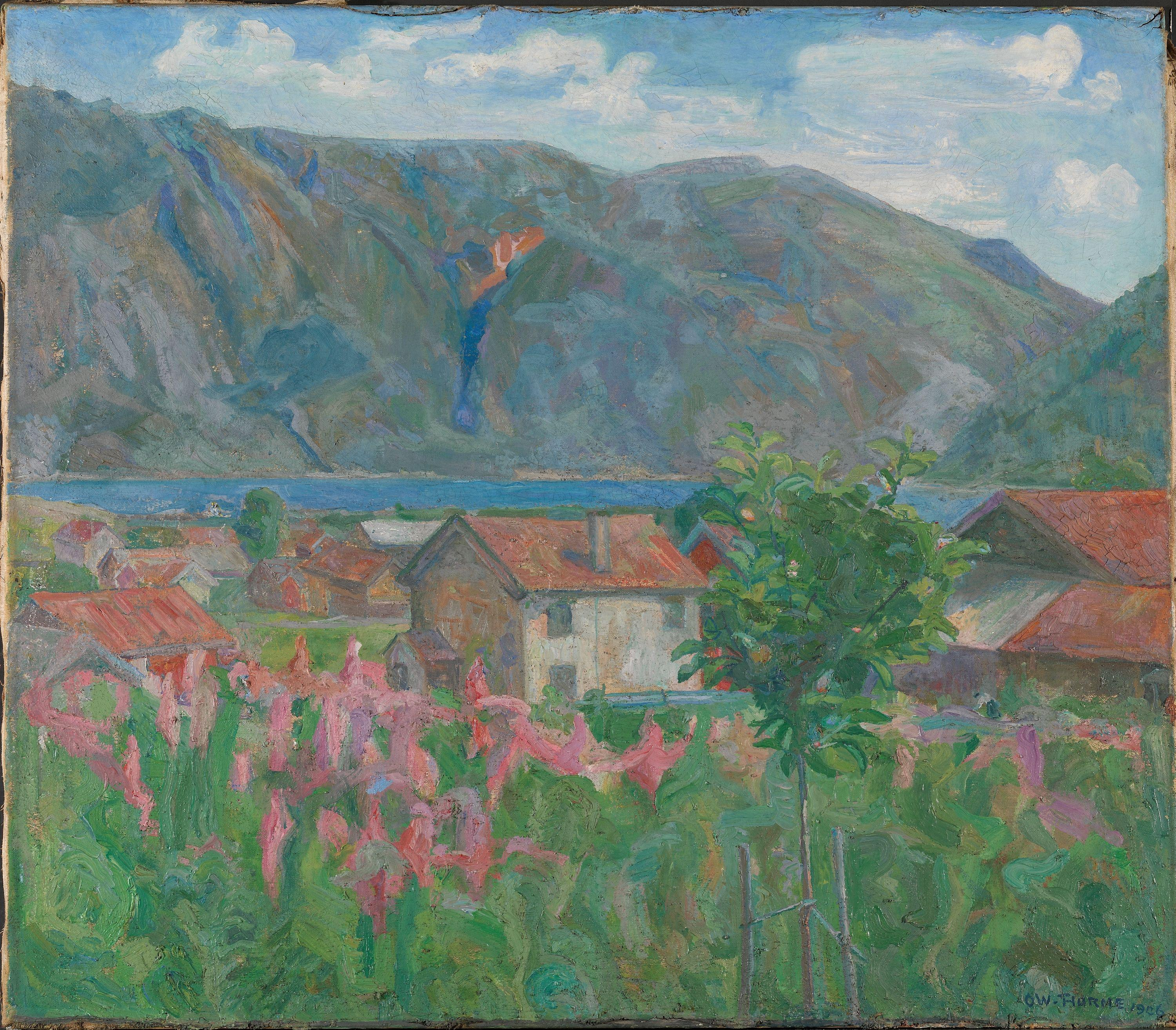
«Из Сельйорда» (1906)
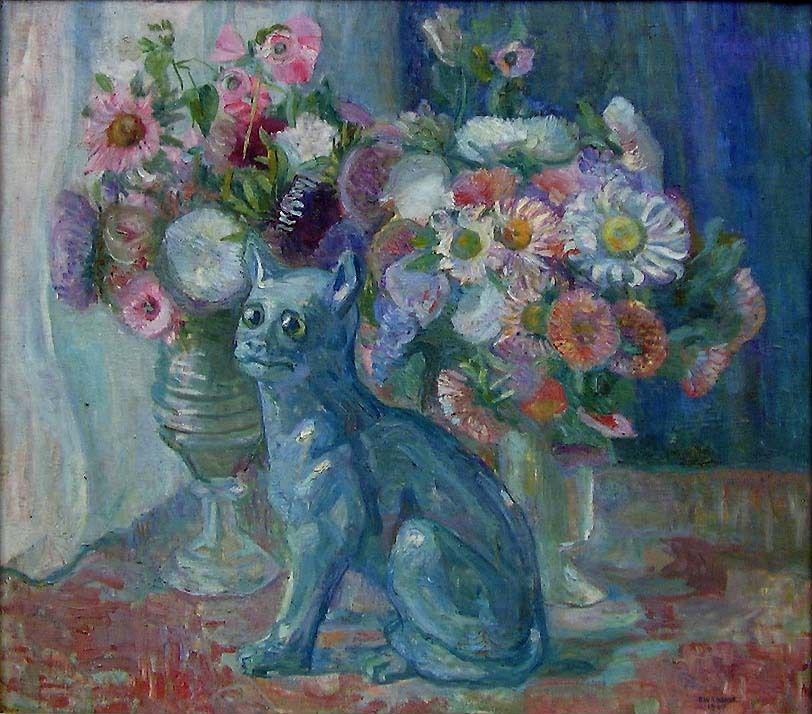
«Фаянсовый кот» (1907)
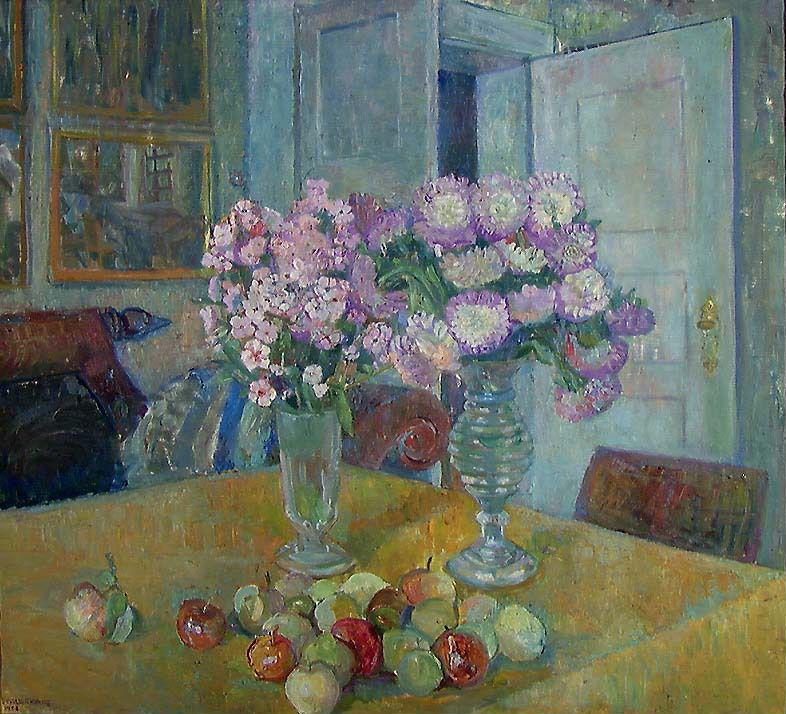
«Осенние цветы и яблоки» (1908)
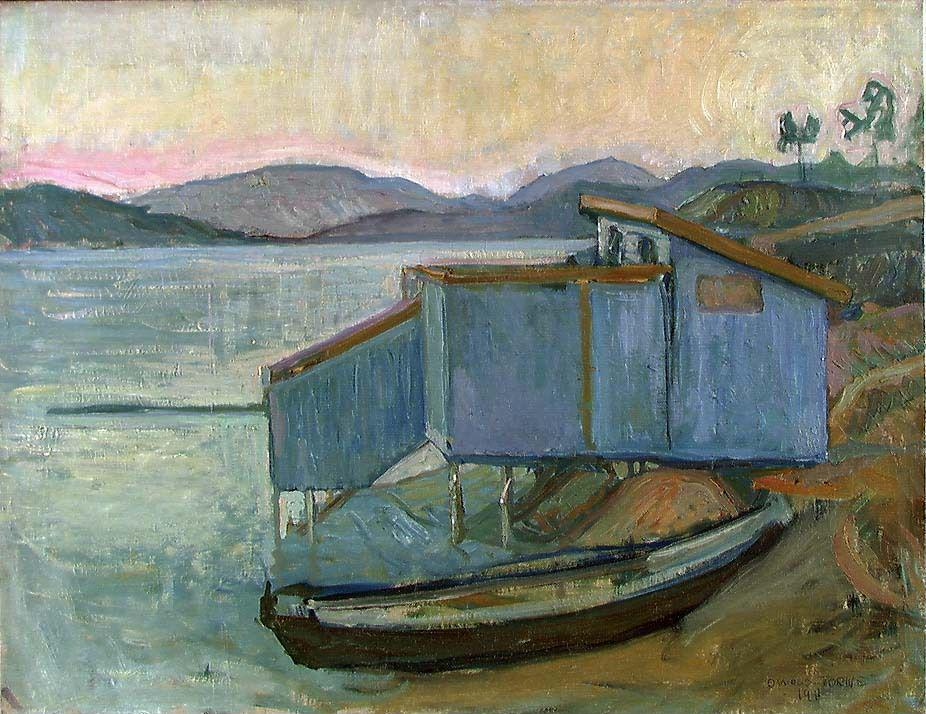
«Голубая купальня» (1911)
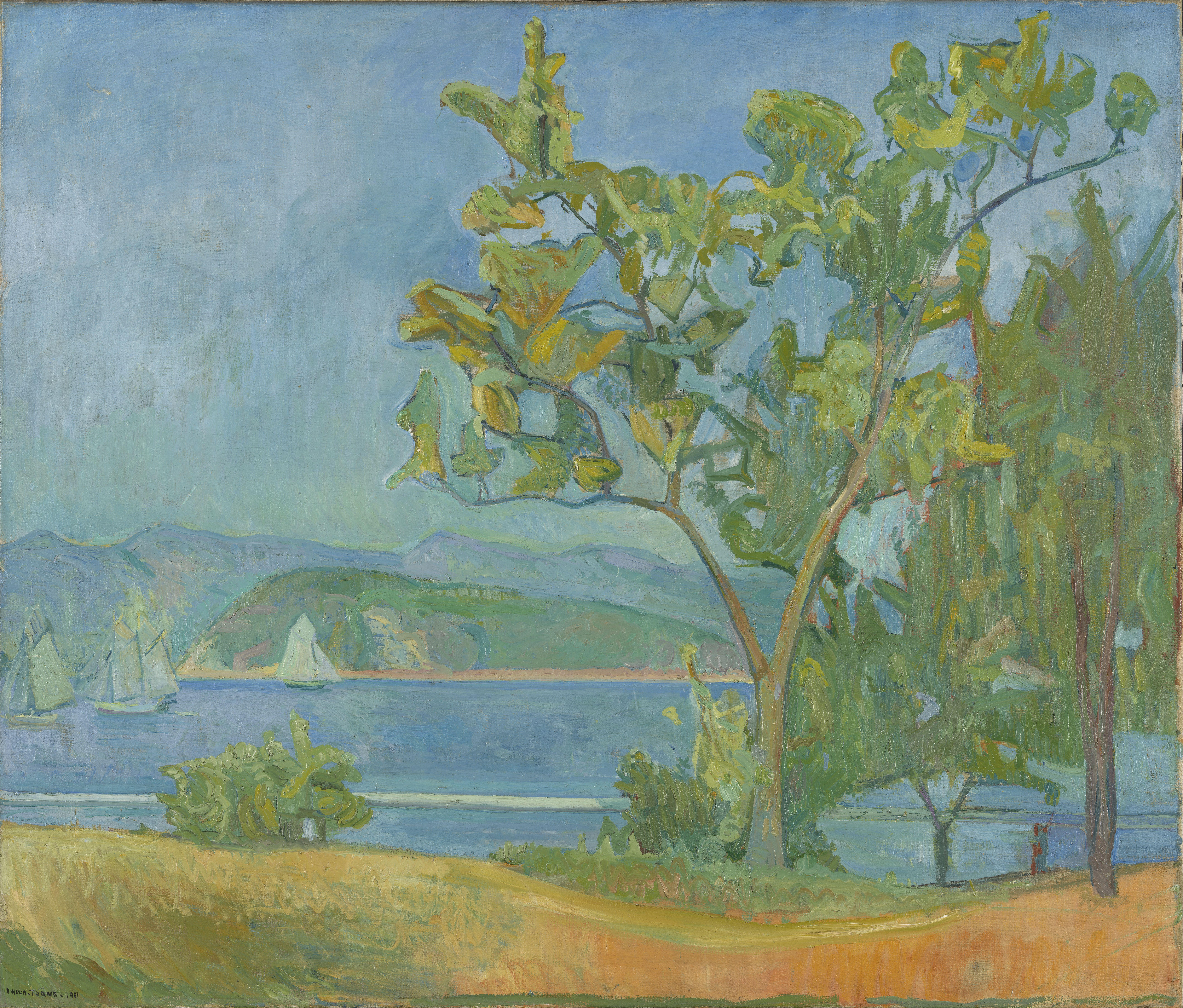
«Пейзаж из Холмсбю» (1911)
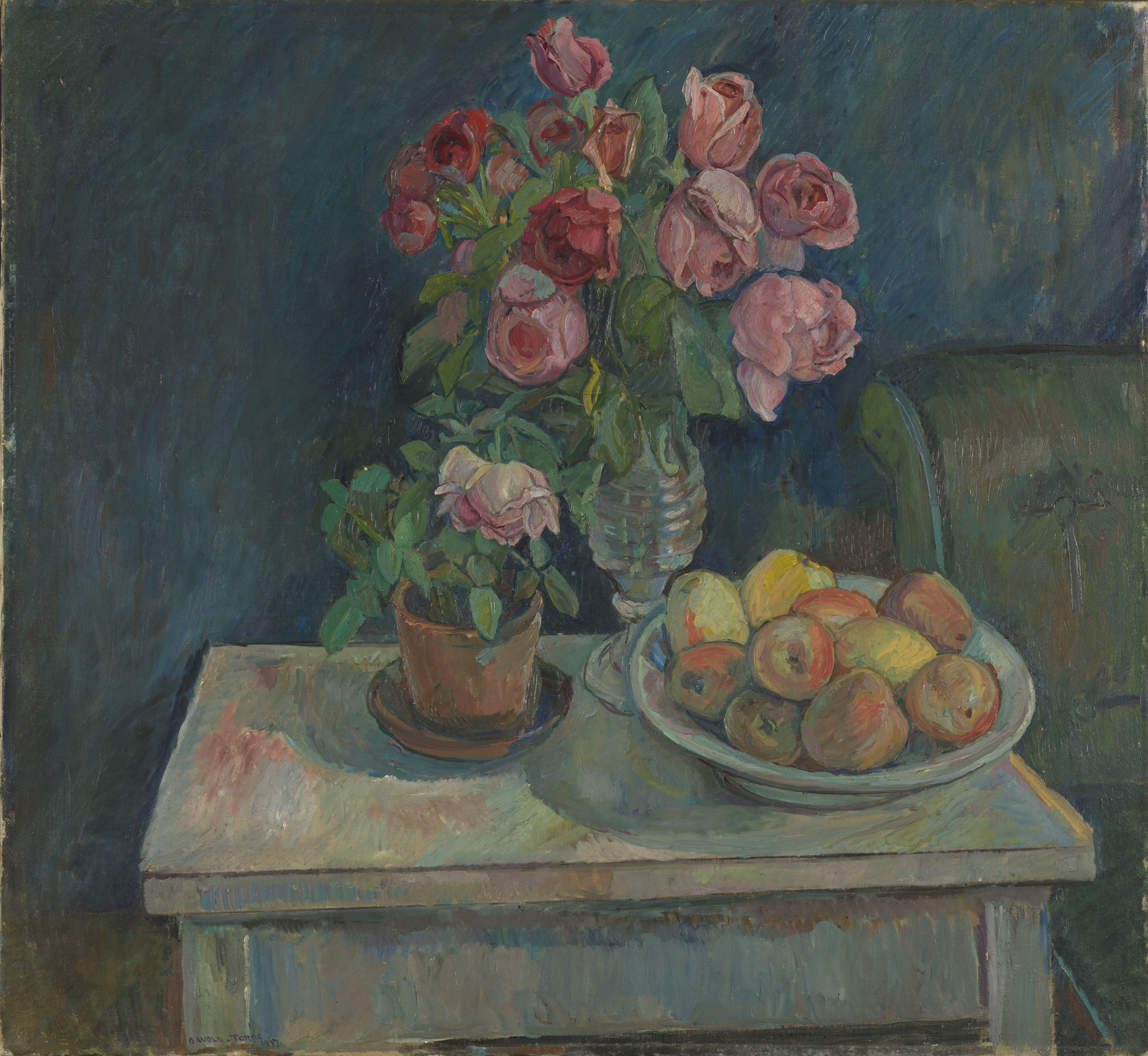
«Яблоки и розы» (1917)